# Cibyra
Cibyra (łac. Diœcesis Cibyratensis) – stolica historycznej diecezji w Cesarstwie Rzymskim (prowincja Karia), współcześnie w Turcji. Pierwszym wzmiankowanym w źródłach biskupem tej diecezji był Leoncjusz (IV w.). Od XIX w. katolickie biskupstwo tytularne, wakujące od 1965.

## Biskupi tytularni
| Lp. | Biskup                     | Od               | Do              |
| --- | -------------------------- | ---------------- | --------------- |
| 1   | Richard Phelan             | 12 maja 1885     | 7 grudnia 1889  |
| 2   | Thomas Francis Lillis      | 12 marca 1910    | 21 lutego 1913  |
| 3   | Sigismund Waitz            | 9 maja 1913      | 17 grudnia 1934 |
| 4   | Albert Maria Fuchs         | 13 lipca 1935    | 8 kwietnia 1944 |
| 5   | Adolf Bolte                | 22 lutego 1945   | 30 czerwca 1959 |
| 6   | Pier Giorgio Chiappero OFM | 31 sierpnia 1959 | 15 lipca 1963   |
| 7   | Clemens Chabukasansha      | 13 września 1963 | 6 lipca 1965    |